# Lily Tomlin
Lily Tomlin, vlastním jménem Mary Jean Tomlin, (* 1. září 1939) je americká herečka.
Narodila se v Detroitu a studovala na Wayneově státní univerzitě, zpočátku biologii, brzy se však začala zajímat o herectví a změnila obor. Věnovala se stand-up komedii, vystupovala v klubech v Detroitu a později v New Yorku. Herectví dále studovala v HB Studiu v New Yorku. V polovině 60. let začala vystupovat v televizi, mj. v pořadu The Garry Moore Show. V roce 1971 vydala své první komediální album This Is a Recording, které se umístilo na 15. příčce hitparády Billboard 200. V roce 1975 dostala svou první filmovou roli, a to ve snímku Nashville režiséra Roberta Altmana; role jí vynesla nominace na Oscara a Zlatý glóbus. Dále hrála například ve filmech Stíny a mlha (1991), Prostřihy (1993), Vztek (1995), Kid (2000), Zítra nehrajeme! (2006) a Jako vzteklí psi (2007). V roce 2008 hostovala v epizodě Pomsta červených rajčátek animovaného seriálu Simpsonovi. Od 31. prosince 2013 je její manželkou scenáristka a režisérka Jane Wagner, s níž se seznámila v roce 1971.